# Leptochiton asellus
Leptochiton asellus är en blötdjursart som först beskrevs av Gmelin 1791.  Leptochiton asellus ingår i släktet Leptochiton och familjen Leptochitonidae. Arten är reproducerande i Sverige. Inga underarter finns listade i Catalogue of Life.